# Хадера
Хадера (івр. חדרה Хадера; араб. الخضيرة Ель-Гудейра — Зелене) — місто в Ізраїлі.
Місто Хадера знаходиться між Тель-Авівом і Хайфою. У східній частині міста розташована стіна, яку було зведено ізраїльською владою для запобігання атак смертників.

## Мер
- Мер міста — Tzvika Gendelman[3]

## Населення
Населення: 75,300 чол. (2004)

## Площа
Площа (дун.): 53,000 (53 km²)